# デブレツェン大学
デブレツェン大学（ハンガリー語: Debreceni Egyetem）とは、ハンガリーデブレツェンにある大学である。1538年に設立されて以降続く国内最古の高等教育機関である。1986年に薬学部で始まって以来、外国人への英語での授業は行われており、現在では2000人の外国人生徒を擁している。
また、基礎薬学キャンパスを大韓民国居昌郡に設置している。

## 歴史

### 設立当初
デブレツェンでの高等教育の興りは、1538年にデブレツェン・カルヴァン派大学が設立された時である。その後、ハンガリー国内で重要な高等教育機関であり続け、20世紀の初めに王立大学として総合大学となった。現在、市内にあるカルヴァン派の大学であるデブレツェン・カルヴァン派神学大学とは、強い連携を有している。

### 20世紀初頭
1908年、人文科学カルヴァン派学会が設立され、1912年にはハンガリー王立大学が設立された。王立大学は神学部、法学部、芸術学部で設立され、1914年に講義が開始された。1918年には新たに薬学科棟が誕生し、1927年に薬学キャンパスが設立された。

### 大戦期
1921年、大学は前首相であるティサ・イシュトヴァーンの名を取り、改名した。1932年には市内で一番高く、折衷主義建築とバロック・リヴァイヴァル建築で建てられた中心棟が出来た。

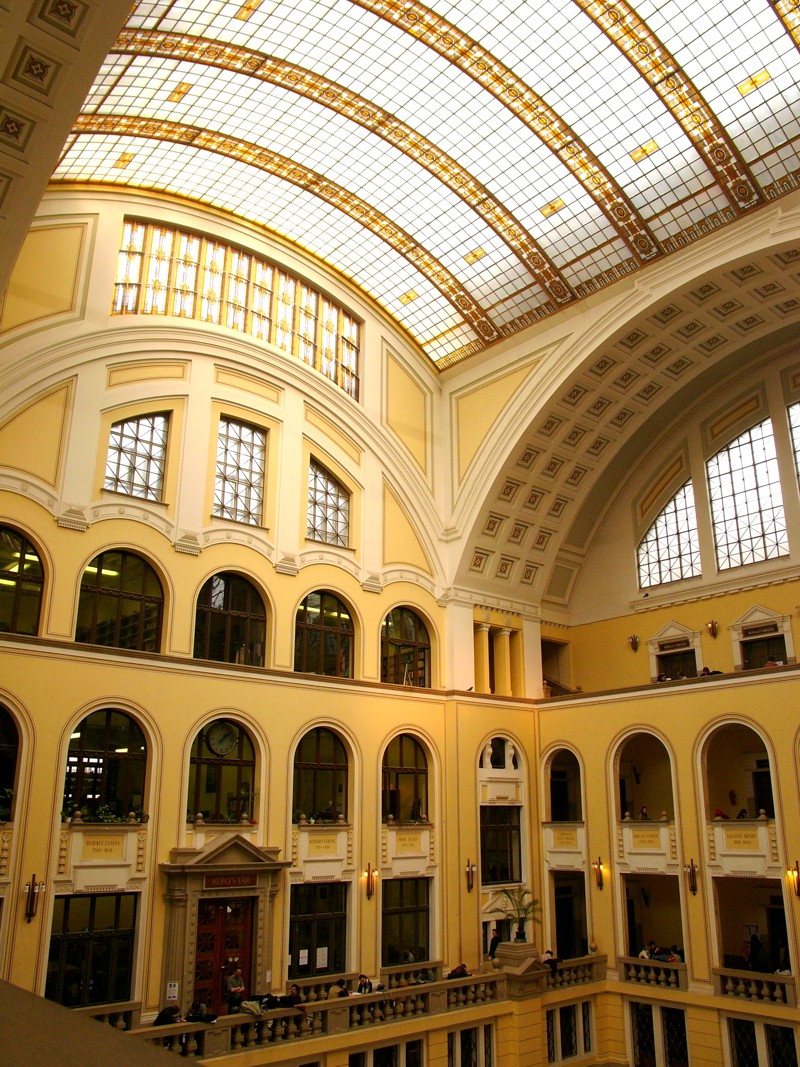
中庭から臨む中心棟 (Díszudvar)

### 共産主義時代
1949年から翌1950年にかけて大学は共産主義の下、改革を行った。その「再構築」の目的は、大学を分割し、非効果的な組織にする事だけではなく、政治的信条が合わない勢力を弱める事にもあった。その結果、神学部はカルヴァン派神学大学として独立、薬学部は薬学大学として独立、法学部は廃止され、教員は大学に解雇された。英文学科、仏文学科、独文学科、伊文学科、古典文献学科も閉鎖され、露文学科が飛躍的な拡大をした。西側の言語教育は1956年以降に再開されたが、伊文学科は1990年代になるまで再開されなかった。

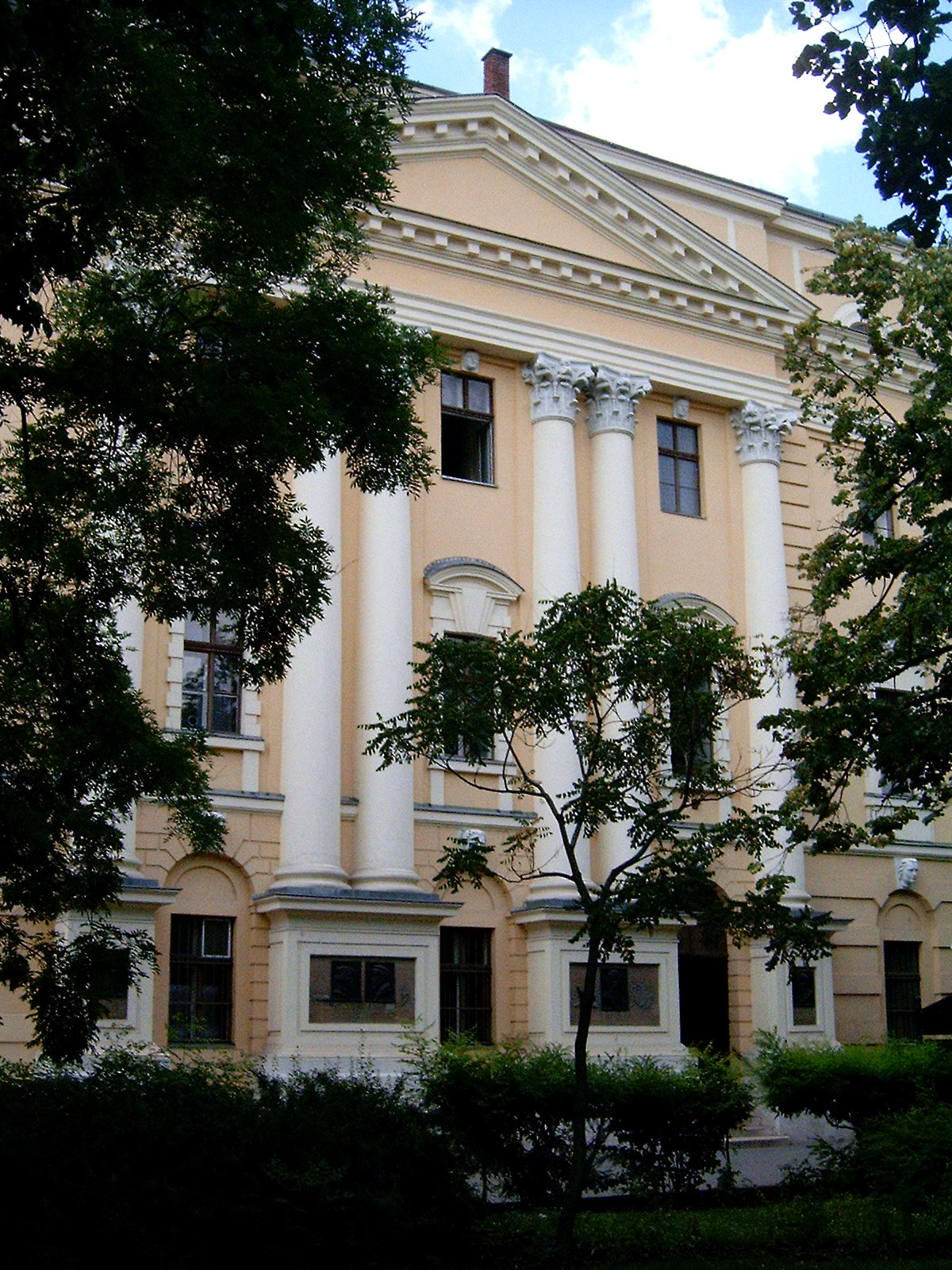
カルヴァン派神学大学

理学部は1949年に独立した学部になり、1970年に新しい化学棟に移転している。また、理学部と芸術学部はその名をコシュート・ラヨシュ大学に改め、2000年まで独立した大学であった。

### 2000年以降
2000年1月1日、ハイドゥー・ビハール県にある、農業大学、コシュート・ラヨシュ大学、薬学大学はデブレツェン大学に合併した。また後に、デブレツェン芸術学校、ハイドゥーベセルメーニとニーレジハーザにある学科も合併し、デブレツェン大学は、実質5つの総合大学と3の単科大学に相当する物、そして2万人の生徒を擁する大学となった。
1927年に設立されたデブレツェン夏季学校はデブレツェン大学の中にあるが、組織的には独立している。この学校はハンガリー語を母語としない人々に対して、ハンガリー文化とハンガリー語を一年間で教育している。
学内で最も有名な雑誌は学生生活（Egyetemi Élet）で、オンライン媒体はwww.egyetemportal.huである。

## 設備

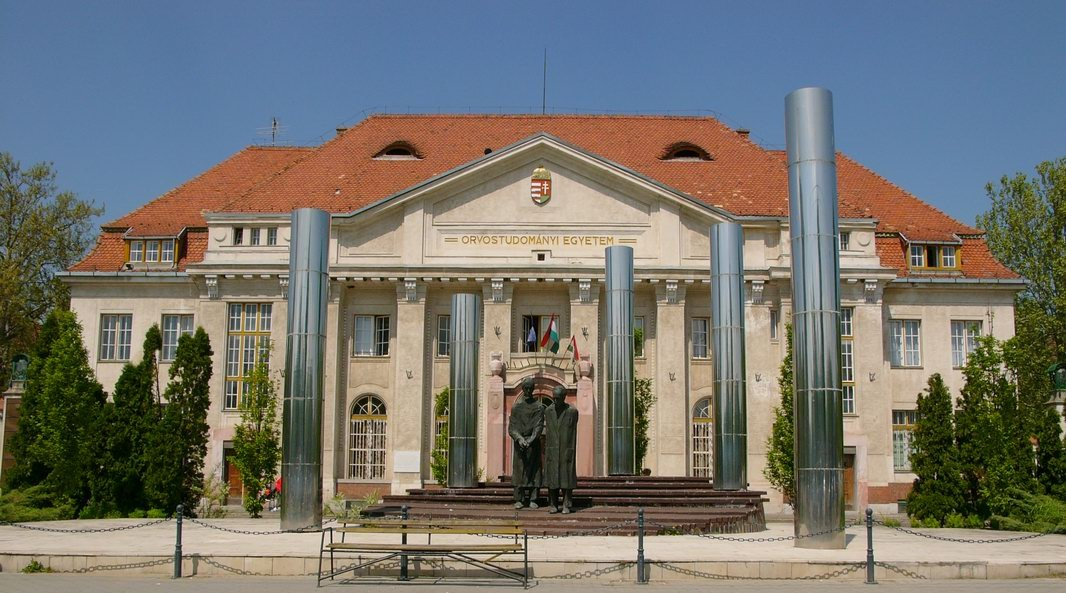
医学部

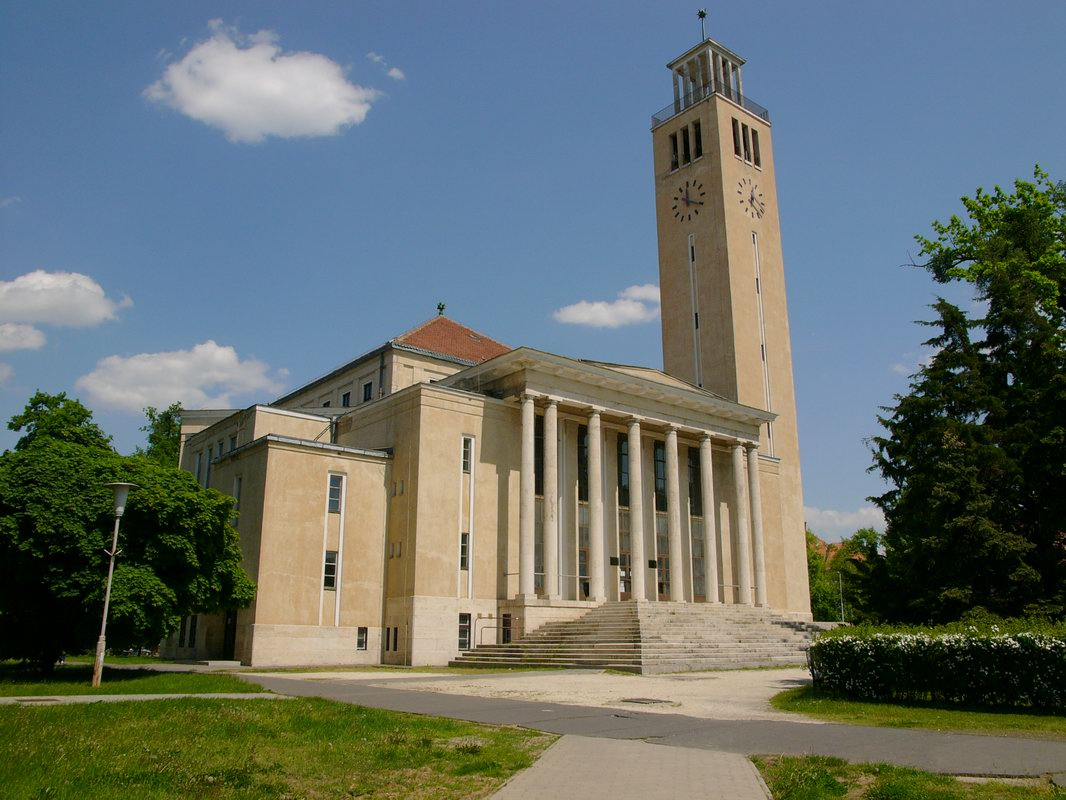
大学教会

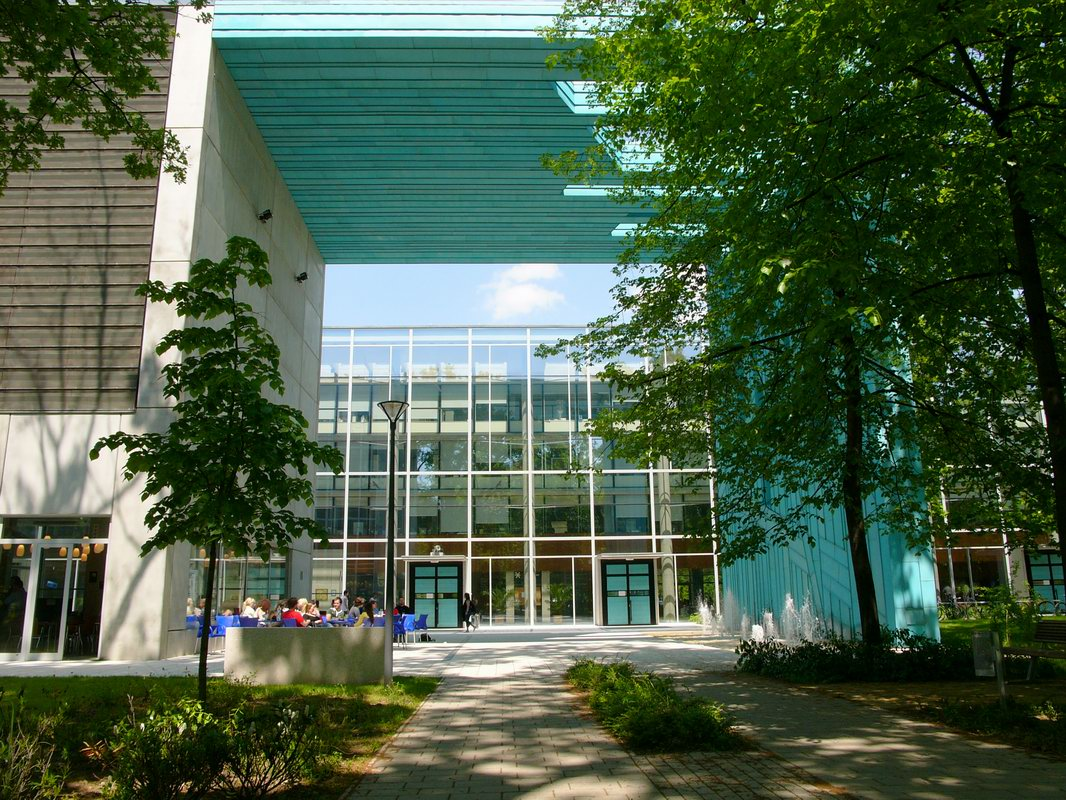
生命科学棟(Life science building)

### 学部
農学部
芸術学部
歯学部
経済学部
医学部
情報学部
法学部
音楽学部
薬学部
理学部
福祉学部
工学部
教育学部

### キャンパス
デブレツェン大学は二つのメインキャンパスを擁しており、どちらも市内に存在している。古いメインキャンパスは主に芸術学部、理学部、情報学部、医学部、音楽学部が利用しており、植物園がある。新しいメインキャンパスはカッシャーイ通りキャンパスとも呼ばれ、主に経済学部と法学部が利用している。その他にも小さなキャンパスが市内に点在し、例えば、物理学科とハンガリー科学アカデミーの原子核研究所 は独自のキャンパスを有している。また、農学部も独自のキャンパスを有している。

### 図書館
デブレツェン大学の図書館はハンガリー国内で最大の大学図書館である。また、国内に二つしかない国立図書館の一つである（もう一つはブダペストにある国立セーチェーニ図書館）。その蔵書数は600万冊を数える。

## ギャラリー

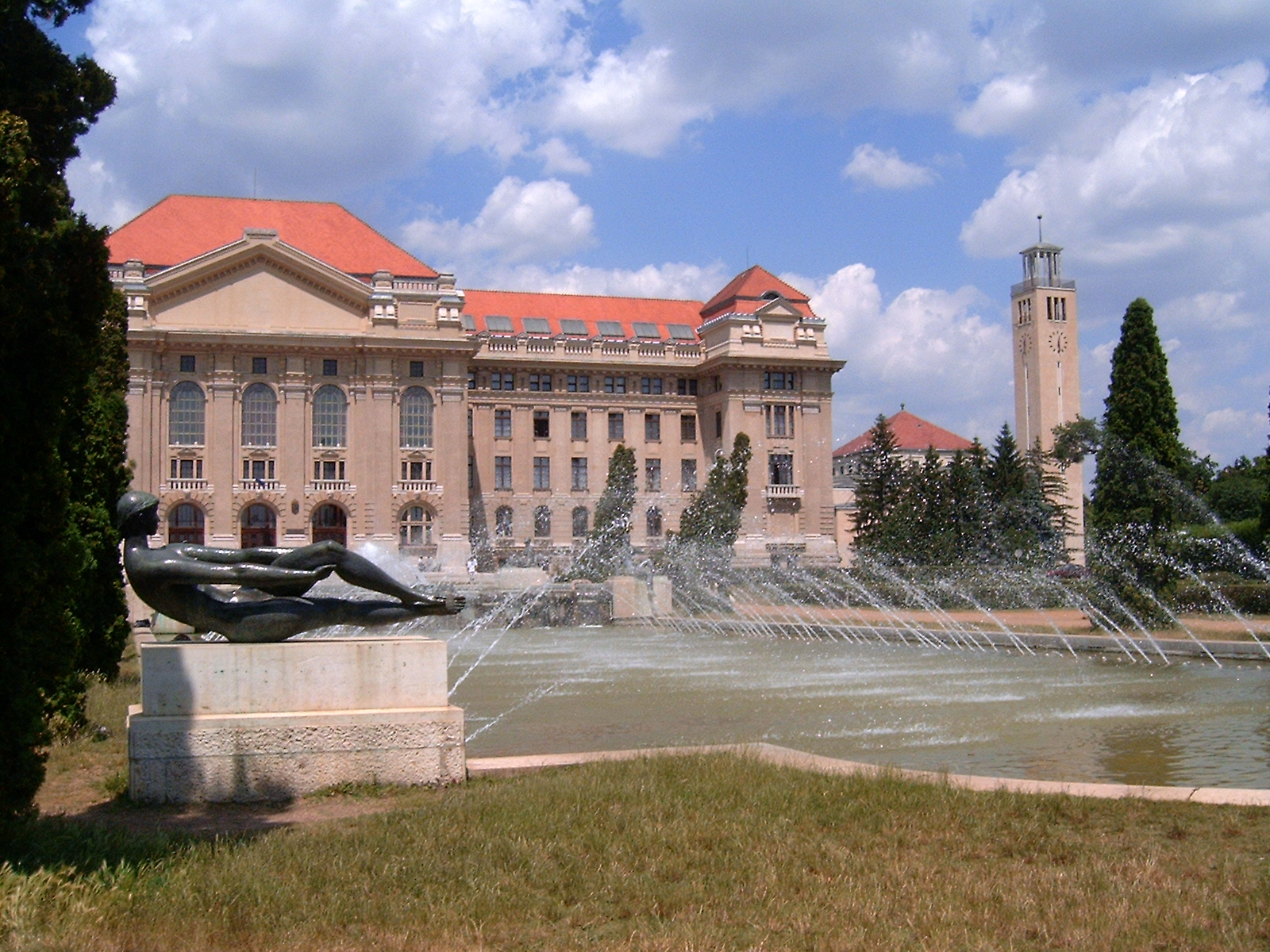
中央棟
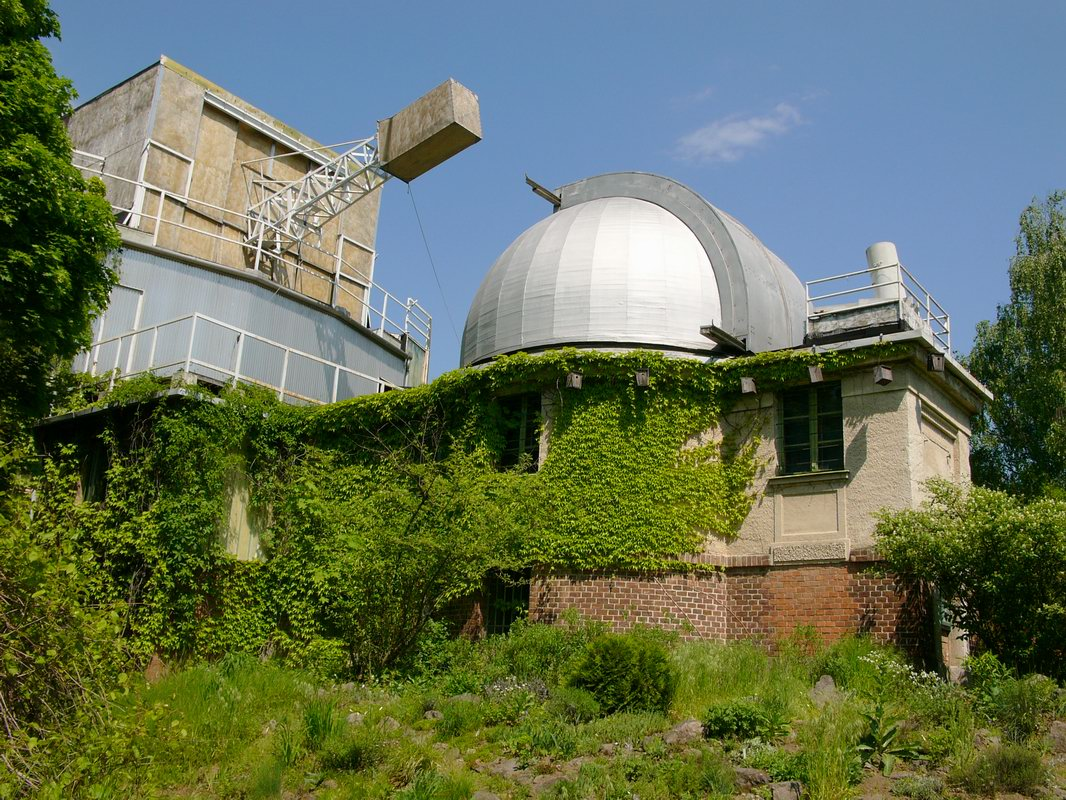
太陽光物理学研究所
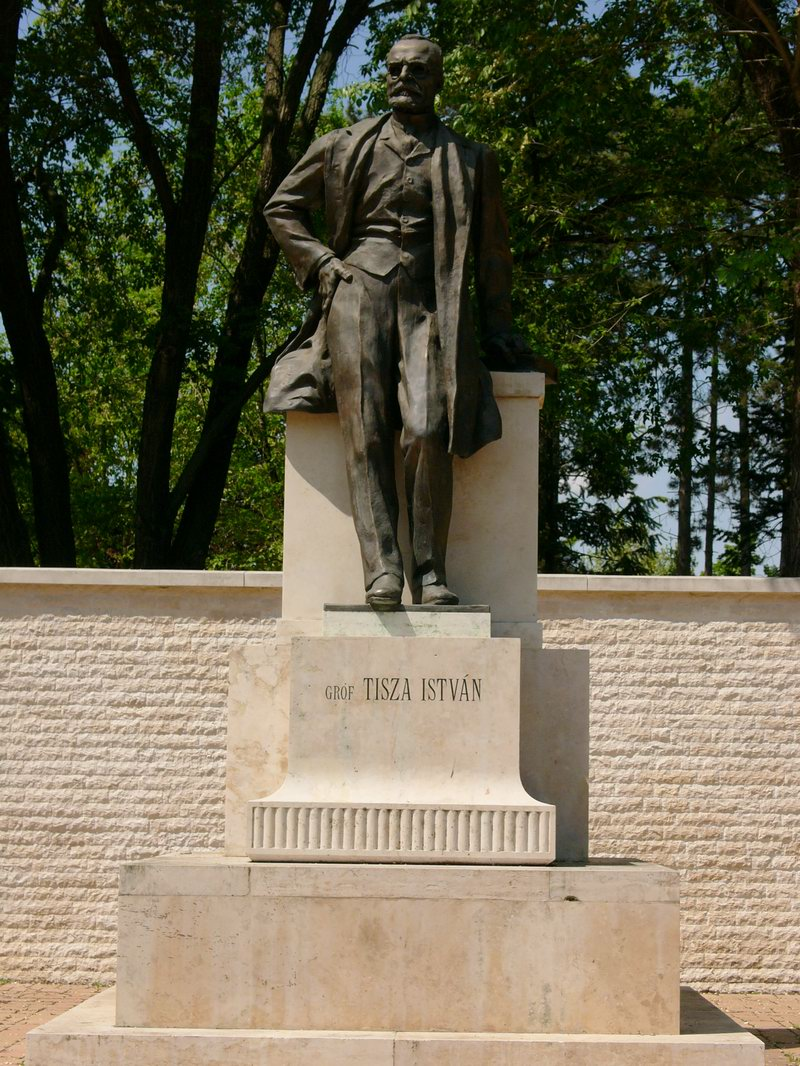
ティサ・イシュトヴァーンの像

## 卒業生、教授

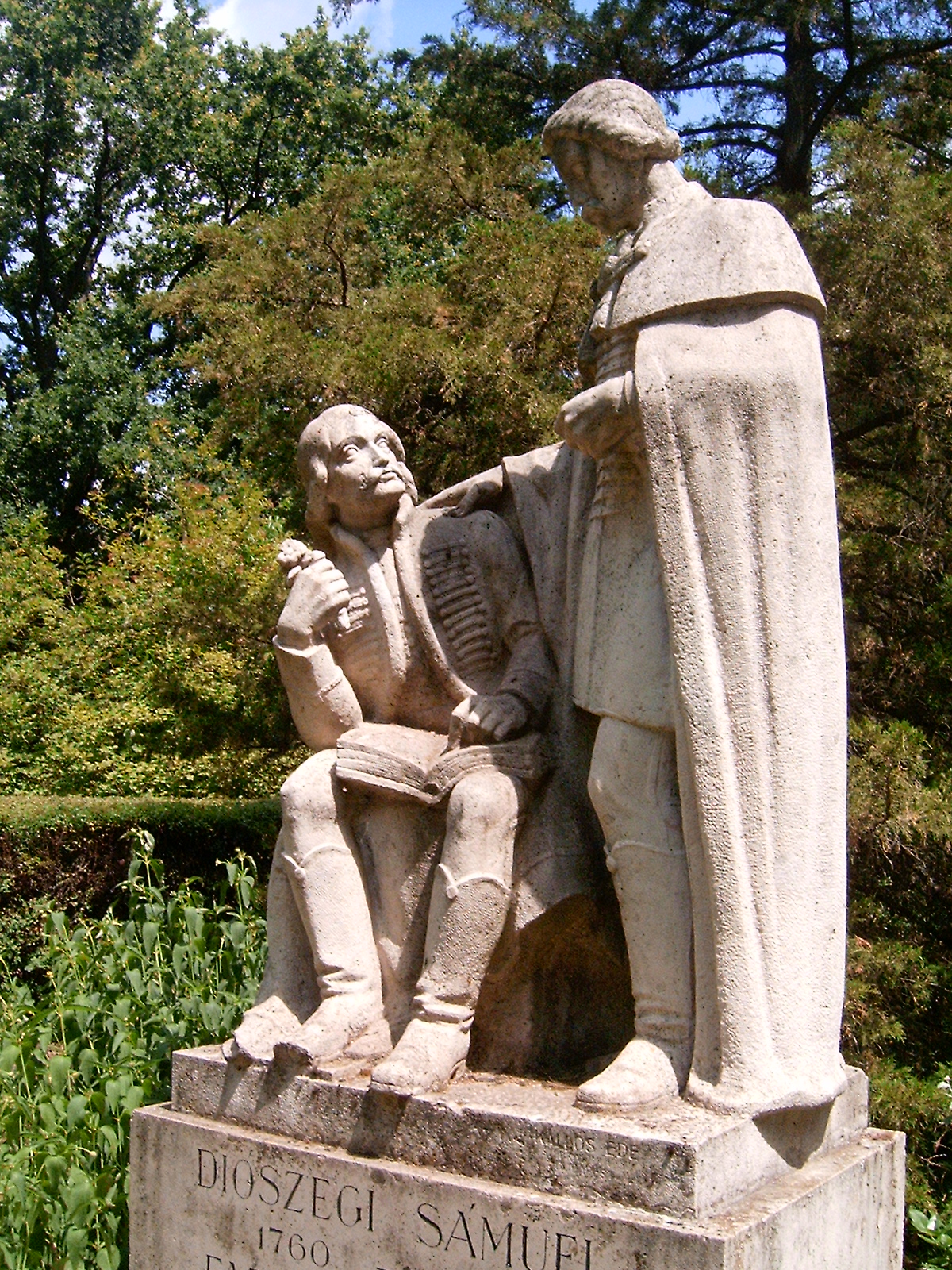
ディオーセジ・サーミュエルとファゼカーシュ・ミハーイの像

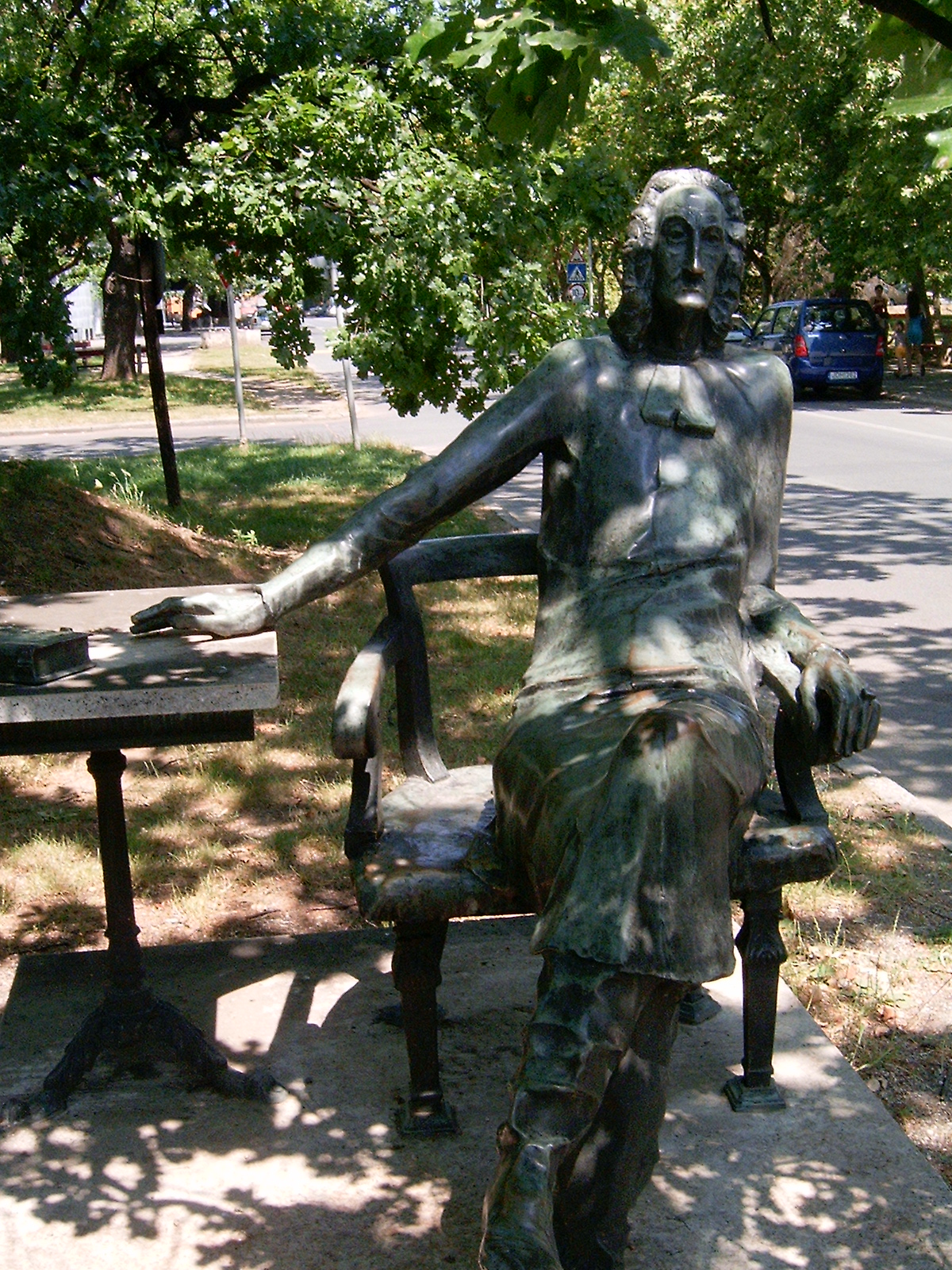
ハトヴァニ・イシュトヴァーンの像

- アディ・エンドレ – 詩人 (1877–1919)
- アラニ・ヤーノシュ - 作家、詩人 (1817–1882)
- バルタザール・デセー（ハンガリー語版） - カルヴァン派主教 (1871–1936)
- ブダイ・エーサイアーシュ（英語版） – 論理学教授 (1766–1841)
- ソコナイ・ヴィテーズ・ミハーイ（英語版） – 詩人 (1773–1805)
- デブレツェニ・エンベル・パール（ハンガリー語版） – 司教 (1660 -1710)
- ディオーセジ・サーミュエル（ハンガリー語版） – 司教、植物学者 (1760–1813)
- ドモコシュ・ラヨシュ（ハンガリー語版） - 判事、作家 (1728–1803)
- ファゼカーシュ・ミハーイ（英語版） - 作家、植物学者 (1766–1828)
- ハトヴァニ・イシュトヴァーン（英語版） – 数学者 (1718–1786)
- ヘージェシュ・エンドレ（ハンガリー語版） – 物理学者 (1847–1906)
- ケレケシュ・フェレンツ（ハンガリー語版） - 数学者、化学者 (1799–1850)
- ケルセイ・フェレンツ（英語版） - 詩人、政治家 (1790–1838)
- ラカトシュ・イムレ - 数学者、哲学者 (1922–1974)
- ルゴッシ・ヨージェフ（ハンガリー語版） – 言語学者 (1812–1884)
- メドジェッシ・フェレンツ（英語版） – 彫刻家 (1881–1958)
- モーリッツ・シグモンド（英語版） – 作家 (1879–1942)
- レーニ・アルフレード – 数学者 (1921–1970)
- サボー・マグダ – 作家 (1917–2007)
- サライ・シャーンドル（英語版） – 物理学者 (1909–1987)
- ウェスプレーミ・イシュトヴァーン（ハンガリー語版） – 物理学者(1723–1799)